# STS-51-L
STS-51-L (Challenger-ulykken) var Challengers tiende og sidste rumfærge-mission. Opsendt 28. januar 1986 og forulykkede under opsendelsen. Brændstoftanken eksploderede og rev rumfærgen i flere dele, og besætningen omkom.
Som en del af den daværende amerikanske præsident Ronald Reagans "Teacher in Space"-projekt var skolelæreren Christa McAuliffe ombord på rumfærgen.
Formålet var at motivere skolelærere og fremme de naturvidenskabelige fag, så flere unge ville interessere sig for rumfart og rumforskning.
Teacher in Space-projektet blev aflyst efter ulykken, da den amerikanske rumfartsadministration NASA ikke længere ville have civile ombord på rumfærgerne. Først i 1990 blev projektet genoptaget med nyt navn ("Educator Astronaut Project") og nye kriterier. Et af kriterierne var, at deltagerne skulle være uddannede astronauter. Skolelæreren Barbara Morgan, der i 1986 var backup for Christa McAuliffe, blev deltager i "Educator Astronaut"-projektet. Barbara Morgan deltog, efter fuldført astronautuddannelse, i STS-missionen STS-118 i 2007.
STS-51-L fik som følge af Teacher in Space-projektet stor interesse fra offentligheden. Det var hensigten at få mere opmærksomhed om rumfart og rumforskning, men ulykken gav også utilsigtet indblik i interne problemer hos NASA.

## Mission
På missionen skulle den anden af kommunikationssatellitterne Tracking and Data Relay Satellite (TDRS-2) sættes i kredsløb.
Observationssatellitten Spartan-203 skulle sættes op til for at observere Halleys komet som en del af Comet Halley Active Monitoring Programmet (CHAMP). Der var planlagt, at Christa McAuliffe skulle optræde live på TV som en del af "Teacher in Space" programmet.

## Besætning
- Francis "Dick" Scobee (kaptajn)
- Michael J. Smith (pilot)
- Judith Resnik (missionsspecialist)
- Ellison Onizuka (missionsspecialist)
- Ronald McNair (missionsspecialist)
- Gregory Jarvis (elektroingeniør fra Hughes Aircraft Company)
- Sharon Christa McAuliffe (skolelærer, Teacher in Space Project)

Backup for Christa McAuliffe
- Barbara Morgan (skolelærer, senere Astronaut)

## Opsendelsen
Den oprindelige plan var afgang juli 1985 for STS-51-L, men pga. forsinkelser af den forrige mission, STS-61-C, blev STS-51-L-missionen udskudt til 22. januar 1986. Herefter blev planen rykket 3-4 gange yderligere inden opsendelse.
Forsinkelser er ikke ualmindelige ved rumfærgeopsendelser. Den sidste udsættelse skete et par timer før afgang om morgenen. Temperaturen havde været langt under frysepunktet om natten, minus 20° grader Celsius. Nogle ingeniører havde udtrykt bekymring for de meget lave temperaturer, og den sidste udskydelse af opsendelsen var for at give islaget tid til at smelte.
Opsendelsen skete klokken 11:38:00 EST. 73 sekunder efter eksploderede rumfærgen.
En utæt pakning i rumfærgens højre løfteraket lækkede udstødningsgas. Lækken opvarmede og svækkede brændstoftanken, som revnede og frigav det flydende brændstof. Resultatet var en eksplosion, som rev vingerne af rumfærgen og beskadigede manøvreringssystemerne i næse og hale. Uden mulighed for at styre blev rumfærgen udsat for så store påvirkninger, at for- og bagende blev revet fra hinanden.
Efter eksplosionen forsøgte besætningen, som befandt sig i kabinen i forenden, at starte hjælpesystemer ombord på rumfærgen uden at vide, at rumfærgen var blevet revet i stykker. Efter 2 minutter og 45 sekunder ramte forenden vandet.
Ingeniører fra Morton Thiokol, som byggede løfteraketterne, udtrykte inden opsendelsen bekymring for, om løfteraketterne kunne fungere optimalt i det kolde vejr, men NASA besluttede at opsende rumfærgen alligevel.

## Rogers-kommissionen
Rogers-kommissionen blev nedsat af USA's præsident Ronald Reagan den 3. februar 1986 med henblik på en uvildig undersøgelse af rumfærgen Challengers forlis.
Kommissionen afleverede en rapport med 9 anbefalinger til præsidenten 6. juni 1986. Det pointeredes, at rumfærgerne aldrig skal anses for at være et sikkert transportmiddel.
Den 13. juni 1986 anmodede præsidenten den nyudnævnte NASA-administrator (øverste ledelse), James C. Fletcher, om at implementere Rogers-kommissionens anbefalinger.
I juni 1987 leverede NASA en statusrapport over implementeringen af kommissionens anbefalinger.
Først 2 år efter ulykken, den 29. september 1988, opsendes den første rumfærgemission (STS-26) efter Challengerulykken.
Rumfærgerne fik omfattende tekniske ændringer efter omfattende anbefalinger fra Rogers-kommissionen.  
De 9 anbefalinger gik langt ud over de tekniske aspekter, der forårsagede ulykken d. 28. januar 1986.
1. Løfteraketternes design. Problemet med o-ringe har været kendt siden 1982, hvor det anses for at være et kritisk problem med risiko for tab af rumfærge og besætning. Udskiftning og test under alle forhold, uden hensyn til omkostningerne.[11]
2. Ledelsesstrukturen i rumfærgeprogrammet. Kritiske informationer når ikke frem til beslutningstagerne. Mangel på ledelsesfilosofien fra 1960 og 1970'erne hvor astronauter med erfaring fra missionerne indgik i ledelsesdispositioner med det fornødne indblik i flyvning og sikkerhed.
3. Kritisk eftersyn og test af rumfærgens udstyr og komponenter. NASA skal sammen med underleverandører undersøge og udrede kritiske punkter. Punkterne skal efterses af en auditør der rapporterer direkte til øverste ledelse.
4. Sikkerhedsorganistion. Der skal etableres en sikkerhedsorganisation med autoritet og rapportering direkte til øverste ledelse.
5. Forbedret kommunikation. Vitale informationer gik ikke videre til beslutningstagere, tendensen var udpræget på Marshall Space Flight Center, tendensen skal elimineres om nødvendigt udskiftning af personalet. Ledelsesmøder hvor det besluttes, om rumfærgen er klar til opsendelse (Flight Readiness Reviews), skal optages på bånd, og besætningens kaptajn skal deltage i møderne.
6. Sikkerhed ved landing. Landingsstel, dæk, bremsesystem og navigationsudstyr skal forbedres. Der skal sættes kriterier for systemerne, rumfærgerne må ikke lande på Kennedy Space Center før kriterierne er opfyldt, indtil da må de lande på Edwards Air Force Base (basen har flere faciliteter for testflyvning). Før valg af landingsbane skal der foreligge en vejrudsigt for pågældende center, mindst en time før beslutningen tages.
7. Mulighed for at afbryde opsendelse og redde besætningen. Under landingen virker rumfærgen som et svævefly, der glider ned gennem atmosfæren uden motorkraft og lander på en landingsbane. Der skal være en undsætningsmulighed for besætningen under landing. I det tidlige stadie af opsendelse skal det være muligt at afbryde opsendelsen i tilfælde af fejl i 2 eller 3 af hovedmotorerne.
8. Realistiske intervaller mellem missionerne. At NASA har det eneste nationale opsendelsessted for rumfærge opsendelser lægger et forøget pres på organisationen. Missioner bør kun planlægges efter de ressourcer der er til rådighed. Omlægning af rumfærgens last må ikke være en hindring for besætningens træning.
9. Vedligeholdelsesstandarder. Faste procedurer for opfølgning af kritiske fejl, en fast vedligeholdelsesplan for rumfærgernes vigtige komponenter, problemløsning må ikke udskydes.

Richard P. Feynman, Nobelpristager i Fysik og med i Rogerskommissionen. Feynmans personlige vurdering af rumfærgeprojektet er vedlagt rapporten, han fremhæver at NASA omgår sikkerhedsprocedurerne, der ændres der på kriterierne for hvornår noget er kritisk, i stedet for at løse problemet. En film om Challenger-ulykken, baseret på Richard Feynmans rolle i undersøgelsen af ulykken, bliver muligvis produceret i 2008 eller 2009.